# Lettowianthus stellatus
Lettowianthus stellatus är en kirimojaväxtart som beskrevs av Friedrich Ludwig Diels. Lettowianthus stellatus ingår i släktet Lettowianthus och familjen kirimojaväxter. Inga underarter finns listade i Catalogue of Life.